# Les Claypool
Leslie Edward (Les) Claypool (Richmond (Californië), 29 september 1963) is een Amerikaans bassist en zanger, onder andere bekend van de band Primus en zijn samenwerking met Tom Waits. Claypool maakte tevens de originele intro van South Park, niet wetende dat dit ooit een van de grootste tekenfilmseries zou worden. Claypool heeft ook een aantal soloalbums gemaakt.

## Biografie
Les Claypool is geboren op 29 september 1963 in Richmond, Californië, maar werd opgevoed in El Sobrante, Californië in een familie met een geschiedenis van automonteurs. Zijn vroege opleidingen waren onder andere Collins Elementary School en De Anza High School. De ouders van Claypool scheidden toen hij nog jong was.
Claypool kon een slap-techniek ontwikkelen door naar muzikanten als Stanley Clarke en Larry Graham te luisteren. Hij kocht ook zijn eerste Carl Thompson-basgitaar, zijn herkenbare 4-snarige basgitaar.
In 1986, na de dood van Metallica's bassist Cliff Burton, deed Claypool auditie om bas te spelen in Metallica. Hij speelde het nummer "Master of Puppets" op zijn basgitaar. James Hetfield zei dat Claypool niet geschikt was omdat "hij te goed was". Hij zat ook op dezelfde middelbare school als Kirk Hammett.

## Discografie
| Jaar | Artiest                                             | Titel                                                  |
| ---- | --------------------------------------------------- | ------------------------------------------------------ |
| 1986 | Primus                                              | Primus Sucks Demo Tape                                 |
| 1988 | Blind Illusion                                      | The Sane Asylum                                        |
| 1988 | Primus                                              | Sausage (demo)                                         |
| 1989 | Primus                                              | Suck on This                                           |
| 1990 | Primus                                              | Frizzle Fry                                            |
| 1991 | Primus                                              | Sailing the Seas of Cheese                             |
| 1992 | Primus                                              | Miscellaneous Debris                                   |
| 1993 | Primus                                              | Pork Soda                                              |
| 1994 | Sausage                                             | Riddles Are Abound Tonight                             |
| 1995 | Primus                                              | Tales from the Punchbowl                               |
| 1996 | Les Claypool and the Holy Mackarel                  | Highball with the Devil                                |
| 1997 | Primus                                              | Brown Album                                            |
| 1998 | Primus                                              | Rhinoplasty                                            |
| 1999 | Buckethead                                          | Monsters and Robots                                    |
| 1999 | Primus                                              | Antipop                                                |
| 2001 | Colonel Les Claypool's Fearless Flying Frog Brigade | Live Frogs Set 1                                       |
| 2001 | Colonel Les Claypool's Fearless Flying Frog Brigade | Live Frogs Set 2                                       |
| 2001 | Oysterhead                                          | The Grand Pecking Order                                |
| 2002 | The Les Claypool Frog Brigade                       | Purple Onion                                           |
| 2003 | Primus                                              | Animals Should Not Try to Act Like People              |
| 2004 | Colonel Claypool's Bucket of Bernie Brains          | The Big Eyeball in the Sky                             |
| 2006 | Les Claypool                                        | Of Whales and Woe                                      |
| 2006 | Primus                                              | They Can't All Be Zingers                              |
| 2008 | Electric Apricot                                    | Quest for Festeroo                                     |
| 2009 | Les Claypool                                        | Of Fungi and Foe                                       |
| 2010 | Primus                                              | June 2010 Rehearsal                                    |
| 2011 | Primus                                              | Green Naugahyde                                        |
| 2014 | Les Claypool's Duo de Twang                         | Four Foot Shack                                        |
| 2014 | Primus                                              | Primus & the Chocolate Factory with the Fungi Ensemble |
| 2016 | The Claypool Lennon Delirium                        | Monolith of Phobos                                     |
| 2017 | The Claypool Lennon Delirium                        | Lime and Limpid Green                                  |
| 2017 | Primus                                              | The Desaturating Seven                                 |
| 2018 | Beanpole                                            | All My Kin                                             |
| 2019 | The Claypool Lennon Delirium                        | South of Reality                                       |
| 2022 | Primus                                              | Conspiranoid                                           |
| 2022 | Primus                                              | South Park: The 25th Anniversary Experience            |

### Als sessiemuzikant
(Claypool op de bas tenzij anders staat genoteerd)
| Jaar | Artiest of band           | Album                                                                              | Instrument en/of nummer                                                       |
| ---- | ------------------------- | ---------------------------------------------------------------------------------- | ----------------------------------------------------------------------------- |
| 1992 | Green Jellÿ               | Cereal Killer                                                                      | zang op "Three Little Pigs"                                                   |
| 1992 | Tom Waits                 | Bone Machine                                                                       | "Earth Died Screaming"                                                        |
| 1994 | Firehose                  | Big Bottom Pow Pow                                                                 | stem op de verschillende "spiel" nummers                                      |
| 1994 | Rob Wasserman             | Trios                                                                              | "Home Is Where You Get Across" en "3 Guys Names Schmo"                        |
| 1996 | Alex Lifeson              | Victor                                                                             | "The Big Dance"                                                               |
| 1998 | Jerry Cantrell            | Boggy Depot                                                                        | "Between" en "Cold Piece"                                                     |
| 1998 | Metallica                 | Garage Inc.                                                                        | "Tuesday's Gone", cover van Lynyrd Skynyrd                                    |
| 1998 | Bloem de Ligny            | Zink                                                                               | zang op "Capsule"                                                             |
| 1998 | Tom Waits                 | Mule Variations                                                                    | "Big in Japan"                                                                |
| 1999 | Kenny Wayne Shepherd Band | Live On                                                                            | "Oh Well"                                                                     |
| 1999 | Limp Bizkit               | Significant Other                                                                  | basgitaar op "Trust?", basgitaar en zang op het bonusnummer "The Mind of Les" |
| 1999 | Phonopsycograph Disk      | Live @ Slim's / Turbulence Chest                                                   | extra bas op acht van de twaalf nummers                                       |
| 2002 | Fishbone                  | Fishbone and the Familyhood Nextperience Present: The Friendliest Psychosis of All | basgitaar op "Shakey Ground"                                                  |
| 2002 | Gov't Mule                | The Deep End, Volume 2                                                             | basgitaar en zang op "Greasy Granny's Gopher Gravy" en "Drivin' Rain"         |
| 2003 | Gov't Mule                | The Deepest End, Live In Concert                                                   | basgitaar en zang op "Greasy Granny's Gopher Gravy" en "Drivin' Rain"         |
| 2004 | Tom Waits                 | Real Gone                                                                          | "Hoist That Rag", "Shake It" en "Baby Gonna Leave Me"                         |
| 2004 | Jack Irons                | Attention Dimension                                                                | "Shine on You Crazy Diamond", cover van Pink Floyd                            |
| 2005 | Adrian Belew              | Side One                                                                           | "Ampersand", "Writing on the Wall" en "Matchless Man"                         |
| 2005 | Gabby La La               | Be Careful What You Wish For..."                                                   | basgitaar en percussie                                                        |
| 2005 | Mat Callahan              | A Wild Bouquet                                                                     | "I See the Light"                                                             |
| 2006 | Adrian Belew              | Side Three                                                                         | "Whatever" en "Men in Helicopters v4.0"                                       |
| 2006 | Tom Waits                 | Orphans: Brawlers, Bawlers, and Bastards                                           | "On The Road"                                                                 |
| 2008 | Zach Hill                 | Astrological Straits                                                               | "Astrological Straits"                                                        |
| 2009 | Vinyl                     | Fogshack Music Volume Two                                                          | "Jelly James Jam", "Le Colonel", "Benthos" en "Le Colonel Part Deux"          |
| 2011 | Hank Williams III         | Ghost to a Ghost/Gutter Town                                                       | "Ghost to a Ghost" en "With the Ship"                                         |
| 2011 | Tom Waits                 | Bad as Me                                                                          | "Satisfied"                                                                   |
| 2013 | Beats Antique             | A Thousand Faces: Act 1                                                            | "Beezlebub"                                                                   |
| 2016 | Death Grips               | More Than The Fairy                                                                |                                                                               |
| 2016 | The Desert Sessions       | Volume 11 & 12                                                                     |                                                                               |

### Soundtracks en compilaties
- Germ's Choice: A KUSF Compilation (1988), promo voor KUSF Radio, bevat de demo-versie van het Primus-nummer "Tommy the Cat")
- Bill & Ted's Bogus Journey (1991), soundtrack, bevat het Primus-nummer "Tommy the Cat"
- Guitars that Rule the World (1991), promo voor Guitar World magazine, bevat het originele nummer "Filet of Soul" van Alex Skolnick met Claypool and Brain
- The Beavis and Butt-Head Experience (1993), bevat het originele Primus-nummer "Poetry and Prose"
- Radio 501 (1993), promo voor Levi's jeans, bevat het originele nummer "Can't Live Without" van Claypool, Jay Lane & Rob Wasserman
- Airheads (1994), soundtrack, bevat het originele Primus-nummer "Bastardizing Jellikit"
- Brainscan (1994), soundtrack, bevat het Primus-nummer "Welcome to This World"
- Chef Aid (1998), South Park soundtrack bevat de originele Primus-nummers "South Park Theme" en "Mephisto and Kevin"
- Family Values Tour 1999 (1999), livealbum, bevat de Primus-nummers "Laquerhead" en "My Name is Mud"
- Celebrity Deathmatch (1999), soundtrack, bevat de studioversie van het Primus-nummer "The Heckler"
- Nativity in Black II (2000), Black Sabbath-tributealbum, bevat een cover van "N.I.B." opgenomen door Primus met Ozzy Osbourne
- NASCAR: Crank It Up (2002), promo voor NASCAR op FOX, bevat een cover van het Commander Cody-nummer "Hot Rod Lincoln" opgenomen door Claypool
- Bonnaroo Music Festival 2002 (2002), livealbum, bevat het Les Claypool's Frog Brigade-nummer "Locomotive Breath"
- Bonnaroo Vol. 2 (2002), livealbum, bevat het Colonel Claypool's Bucket of Bernie Brains-nummer "Number Two"
- Bonnaroo Music Festival 2004 (2004), livealbum, bevat het Primus-nummer "Frizzle Fry"
- Concrete Corner: October Sampler 2004 (2004), bevat het Colonel Claypool's Bucket of Bernie Brains-nummer "Junior"
- Never Been Done (2004), soundtrack, bevat het Les Claypool's Frog Brigade-nummer "David Makalaster"
- Not In Our Name (2004), compilatiealbum, bevat het Les Claypool's Frog Brigade-nummer "David Makalaster II"
- Barnyard (2006), soundtrack, bevat het originele nummer "Hittin' the Hay" van North Mississippi Allstars met Claypool
- Pig Hunt (2008), soundtrack, bevat de originele nummers "Goblins in the Forest", "What you lookin' at Boy?", "Boonville Stomp" en "Male Organ-Grinder"
- Zack and Miri Make a Porno (2008), soundtrack, bevat het Primus-nummer "Wynona's Big Brown Beaver"

### Themanummers uit televisieshows
- 1997-2000 - South Park: seizoenen 1-4 ("South Park Theme" van Primus, uitgebracht op Chef Aid, 1998)
- 2000-2006 - South Park: seizoenen 4-10 (diverse remixes of "South Park Theme" van Primus, niet uitgebracht)
- 2006-heden - South Park: seizoen 10 (remix van "Whamola" van Les Claypool's Frog Brigade bevat teksten van "South Park Theme" van Primus, niet uitgebracht)
- 2005-heden - Robot Chicken: seizoenen 1-3 ("Robot Chicken", uitgebracht op Of Whales and Woe, 2006)

### Soundtracks van videospelletjes
- 1995 - Beavis and Butthead in Virtual Stupidity - "DMV"
- 1999 - Tony Hawk's Pro Skater - "Jerry Was a Race Car Driver"
- 2001 - ATV Offroad Fury - "Jerry Was a Race Car Driver"
- 2006 - Guitar Hero II - "John the Fisherman"
- 2006 - Tony Hawk's Project 8 - "American Life"
- 2008 - Mushroom Men: The Spore Wars - originele nummers
- 2010 - Rock Band 3- "Jerry Was a Race Car Driver"

### Videografie

#### VHS
- 1992 - Primus - Miscellaneous Debris
- 1992 - Primus - Cheesy Home Video
- 1998 - Primus - Horrible Swill: A Tawdry Look at Primus on the Road in 1998 (Fan Club promo video)
- 1998 - Primus - Videoplasty

#### DVD
- 2002 - Rising Low (Documentary by Mike Gordon)
- 2002 - Various Artists - Live From Bonnaroo Music Festival 2002 (bevat Les Claypool's Frog Brigade en Colonel Claypool's Bucket van Bernie Brains)
- 2003 - Gov't Mule - The Deepest End, Live In Concert
- 2003 - Primus - Animals Should Not Try to Act like People (DVD/EP set)
- 2004 - Primus - Hallucino-Genetics: Live 2004
- 2004 - diverse artiesten - Live From Bonnaroo Music Festival 2004 (bevat Primus)
- 2005 - Les Claypool - 5 Gallons Of Diesel
- 2006 - Primus - Blame It on the Fish: An Abstract Look at the 2003 Primus Tour de Fromage
- 2007 - Les Claypool - Fancy
- 2008 - Electric Apricot: Quest for Festeroo (Rock-mockumentary feature film)